# Taenaris aesculapus
Taenaris aesculapus är en fjärilsart som beskrevs av Otto Staudinger 1887. Taenaris aesculapus ingår i släktet Taenaris och familjen praktfjärilar. Inga underarter finns listade i Catalogue of Life.